# Botermes

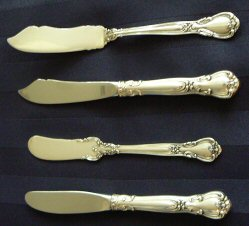
Botermessen

Een botermes (vaak: botermesje) is een onderdeel van het bestek waarmee boter vanuit de botervloot naar het bord en dus naar de boterham wordt gebracht. Aan het botermes zitten geen tanden. Het mes kan niet snijden, alleen smeren.
Per tafel, of liever per botervloot, is één exemplaar aanwezig, zodat ieder van hetzelfde botermesje gebruik moet maken. Na het "transport" van de boter moet het mesje direct weer in de boter worden gestoken (of erop worden gelegd), zodat de volgende er gebruik van kan maken. Het uitsmeren van de boter op de boterham gebeurt met het eigen mes. Het wordt als een faux pas gezien om de boter met het botermes te smeren.
Zie ook Boterhammes, een mes bedoeld om boterhammen mee te (be)smeren.